# Una settimana da Dio
Una settimana da Dio (Bruce Almighty) è un film del 2003 diretto da Tom Shadyac e interpretato da Jim Carrey, Morgan Freeman e Jennifer Aniston.

## Trama
Bruce Nolan è un giornalista di un'emittente locale di Buffalo dall'atteggiamento comico e superficiale. Al lavoro ha un discreto successo come reporter di servizi poco seri, ma è poco soddisfatto della sua vita, che passa con la fidanzata Grace e il loro cane Sam.
Evan Baxter, suo collega di grande successo ed eterno rivale, viene scelto per il posto di anchorman che aveva sempre desiderato. Bruce lo scopre mentre svolge un servizio giornalistico sulle cascate del Niagara e, furioso, fa una scenata in diretta che gli costa il lavoro; come se non bastasse, mentre si dirige alla sua auto viene picchiato da un gruppo di teppisti per averli provocati dopo aver difeso un senzatetto. Una volta tornato a casa, Bruce litiga con Grace, affermando che Dio gli sta rendendo la vita impossibile quando potrebbe "risolvergliela in cinque minuti", per poi andare via in macchina; dopo un piccolo incidente, tuttavia, Bruce sfoga tutta la sua frustrazione contro la divinità.
Il giorno dopo Bruce riceve per telefono una strana offerta di lavoro: una volta giunto nel complesso abbandonato che gli è stato indicato, Bruce si incontra proprio con l'Onnipotente, personificatosi come umano: di fronte all'arroganza di Bruce, che ritiene di potere svolgere il Suo lavoro in maniera migliore, gli conferisce i tutti i Suoi poteri. Inizialmente Bruce sfrutta le sue nuove facoltà per prendersi qualche rivincita: dopo essersi infatti vendicato dei teppisti, passa una fantastica notte con Grace e riesce a riottenere il lavoro perso creando un servizio giornalistico sul ritrovamento del cadavere di Jimmy Hoffa e facendo passare una troupe di giornalisti che lo avevano preso in giro per spacciatori di marijuana. Grazie ai suoi poteri, Bruce ottiene altri scoop clamorosi che gli conferiscono fama e notorietà, diventando per tutti "Mr. Exclusive" ("il signor Esclusiva") e soprattutto soffia l'ambito posto di anchorman a Evan, umiliandolo pubblicamente in diretta TV.
Ottenuto finalmente il successo sul lavoro, Bruce porta Grace a cena fuori nel più bel ristorante della città: lei pensa che voglia chiederle di sposarlo ma in realtà vuole solo rivelarle della sua promozione sul posto di lavoro, cosa che lascia la ragazza alquanto delusa. Subito dopo, però, Bruce viene raggiunto da Dio, che gli ricorda che il suo ruolo ha anche degli oneri e che quindi dovrà occuparsi delle preghiere della gente, percepite telepaticamente in forma di fastidiose voci. Tornato a casa, Bruce trova una scappatoia: fa in modo di ricevere le preghiere via email dopodiché le soddisfa con un semplice "rispondi sì a tutti". Poco dopo, durante una festa del network, Susan Ortega, la sua nuova collega, lo bacia proprio sotto gli occhi allibiti di Grace, la quale decide di lasciarlo.
Nonostante i suoi "poteri", Bruce deve rispettare il libero arbitrio e non interferire: tutto il giorno seguente Bruce manda dei segnali a Grace con i suoi poteri perché lo perdoni ma niente sembra funzionare; la sera stessa, in città, scoppia una rivolta: l'aver esaudito incondizionatamente le preghiere di tutti paradossalmente non ha reso felice nessuno, perché tutti coloro che avevano pregato di vincere alla lotteria hanno effettivamente vinto, e quindi si sono visti dividere il premio che si è ridotto a pochi spiccioli ciascuno. Bruce a quel punto si rende conto che essere Dio è più difficile di quanto avesse immaginato e si vede costretto a chiedere aiuto proprio a Lui: quest'ultimo gli rivela che i loro poteri non sono altro che dei semplici trucchetti e che i veri miracoli sono quelle cose speciali che le persone riescono a fare da sole con il proprio impegno.
Da quel momento Bruce comincia quindi a comportarsi in modo diverso, smettendo di pensare solo a sé stesso e incominciando ad aiutare gli altri, restituendo anche il ruolo di anchorman al più meritevole Evan, senza usare i suoi "poteri", tuttavia non riesce a tornare con Grace. Una sera, dopo aver ricevuto la visita della sorella di questa, Debbie, Bruce sente la ragazza pregare Dio di farla smettere di pensare a lui poiché, nonostante tutto, lo ama ancora e questo la fa soffrire troppo. A seguito di ciò Bruce decide di rinunciare ai suoi "poteri", inginocchiandosi in mezzo a una strada e urlando la propria sconfitta; nel far ciò, tuttavia, viene investito da un tir.
Bruce si risveglia davanti a Dio, che gli spiega che lui ha in sé una scintilla divina che gli consente di portare gioia al mondo per poi chiedergli di pregare: Bruce, sorprendendolo, gli chiede che Grace sia felice anche se questo significasse perderla. Dopo la preghiera Bruce si risveglia in ospedale con davanti Grace, che lo perdona. Qualche tempo dopo Bruce torna al suo vecchio lavoro di reporter, senza poteri ma con tanti nuovi amici che lo apprezzano, e dopo un breve servizio rivela in diretta TV che sposerà Grace. Dopo essersi allontanato, viene mostrato il senzatetto che Bruce aveva soccorso all'inizio e che si rivela essere proprio Dio.

## Colonna sonora
1. Joan Osborne – One of Us – 5:03
2. Plumb – God Shaped Hole – 3:50
3. Vertical Horizon – You're a God – 3:45
4. Snap! – The Power – 8:13
5. Elvis vs. JXL – A Little Less Conversation – 3:31
6. Avril Lavigne – I'm with You – 3:44
7. Fatboy Slim – The Rockafeller Skank – 6:53
8. Mick Jagger – God Gave Me Everything – 3:33
9. Barry White – Never, Never Gonna Give You Up – 4:08
10. Vangelis – Chariots of Fire – 3:33

Durata totale: 46:13

## Produzione
Nel giugno 2000 fu annunciato che la Universal aveva pagato oltre 1 milione di dollari per una sceneggiatura intitolata Bruce Almighty con l'intenzione di affidare la regia a Tom Shadyac tramite la sua società di produzione con sede alla Universal, la Shady Acres. Nel marzo 2002 Jim Carrey accettò di entrare nel cast, mentre Steve Oedekerk riscrisse la sceneggiatura. In precedenza Carrey avrebbe dovuto recitare in un'altra commedia per la Universal, intitolata Dog Years, che sarebbe stata diretta da Gary Ross, ma in seguito alla cancellazione del film la Universal era ansiosa di coinvolgere Carrey in un altro progetto.
Ambientato principalmente a Buffalo, la maggior parte delle riprese del film sono state effettuate nella New York Street presso gli Universal Studios Hollywood. Il ristorante con Tony Bennett è in realtà il ristorante Cicada all'interno del James Oviatt Building di Los Angeles. La scena della spa con Jennifer Aniston è stata girata nell'edificio Shoin presso il Japanese Garden di Los Angeles.
Altre location sfruttate per le riprese furono la Torrance High School di Torrance, Pasadena, San Diego, New York e le Cascate del Niagara.
Il film è stato prodotto con un budget di circa 81 milioni di dollari.

## Distribuzione
Il film è uscito nelle sale statunitensi il 23 maggio 2003, e in Italia il 30 maggio dello stesso anno. È stato bandito in Egitto e, inizialmente, anche in Malaysia a causa delle pressioni operate dagli ambienti islamici, che obiettavano la trasposizione su pellicola della figura di Dio, rappresentato come un uomo comune; nelle sale malesi è stato poi proiettato, ma con divieto ai minori di 18 anni.

### Edizione italiana
Il doppiaggio italiano e la sonorizzazione sono stati eseguiti dalla Sefit-CDC. La direzione del doppiaggio e i dialoghi sono a cura di Marco Mete.

## Accoglienza

### Incassi
Nel primo fine settimana di apertura statunitense il film ha incassato 67953330 $ salendo al primo posto del botteghino nazionale. Complessivamente ha guadagnato 242829261 $ negli Stati Uniti e 241763613 $ nel resto del mondo, per un totale di 484592874 $, quinto più alto incasso del 2003.

### Critica
Il film ha ricevuto critiche miste. Sul sito Rotten Tomatoes registra un indice di gradimento del 48% basato su 190 recensioni professionali, con un punteggio medio di 5.7/10. Su Metacritic ha invece un punteggio di 46 su un massimo di 100 basato su 35 recensioni.

## Riconoscimenti
- 2004 - MTV Movie Awards
  - Nomination Miglior performance comica a Jim Carrey
  - Nomination Miglior bacio a Jim Carrey e Jennifer Aniston
- 2004 - MTV Movie Awards México
  - Miracolo più divino in un film a Jim Carrey
- 2003 - Teen Choice Awards
  - Miglior attore in un film commedia a Jim Carrey
  - Nomination Miglior attrice in un film commedia a Jennifer Aniston
  - Nomination Miglior alchimia a Jim Carrey e Morgan Freeman
- 2004 - ASCAP Award
  - Miglior canzone (I'm with You) ad Avril Lavigne
  - Top Box Office Films a John Debney
- 2004 - NAACP Image Award
  - Miglior attore non protagonista a Morgan Freeman
- 2004 - Nickelodeon Kids' Choice Awards
  - Miglior attore protagonista a Jim Carrey
  - Nomination Miglior film
- 2004 - People's Choice Awards
  - Miglior film commedia
- 2004 - BET Comedy Awards
  - Nomination Miglior attore non protagonista a Morgan Freeman
- 2004 - Black Reel Awards
  - Nomination Miglior attore non protagonista a Morgan Freeman

## Casi mediatici
Nella versione cinematografica del film, sul cercapersone del protagonista appariva visibilmente il numero di telefono con il quale Dio lo contattava. Il numero era 776-2323 (l'area di Buffalo, dove è ambientato il film, corrisponde al prefisso 716), in contrapposizione alla prassi dei film americani, che usano per convenzione il prefisso fittizio 555. Migliaia di persone chiamarono per curiosità questo numero, che casualmente si rivelò realmente esistente: corrispondevano una chiesa a Sanford, in California (il cui parroco si chiamava, in coincidenza con il film, Bruce), una chiesa in Georgia, il cellulare di un pastore del Wisconsin e persino a una persona in Inghilterra. I produttori usarono questo numero perché verificarono che nell'area di Buffalo non esisteva, senza però accertare altre zone. A seguito di ciò, nella versione VHS e DVD-Video, il numero è stato modificato in un semplice, e inesistente, 555-0123.

## Spin-off
Nel 2007 è stato prodotto uno spin-off, intitolato Un'impresa da Dio, nel quale il protagonista è Evan Baxter, interpretato da Steve Carell, l'antagonista di Bruce Nolan in questo film.